# Cucurrucucú paloma
"Cucurrucucú paloma" (em espanhol significa Coo-coo dove) é uma música no estilo huapango mexicano escrita por Tomás Méndez em 1954. O título é uma referência onomatopeica ao chamado característico da mourning dove, que é evocado no refrão. A letra alude à love sickness.
Ao longo dos anos, a música tem sido usada na trilha sonora de vários filmes e ganhou popularidade internacional. Apareceu inicialmente na clássica comédia mexicana Escuela de vagabundos exibida em 1955, onde foi cantada pelo astro do filme, Pedro Infante. A música também deu nome ao filme mexicano de 1965 Cucurrucucú Paloma, dirigido por Miguel Delgado, no qual foi interpretada por Lola Beltrán, que estrelou como "Paloma Méndez".
No filme de Pedro Almodóvar Fale com Ela (2002), a peça é interpretada pelo cantor brasileiro Caetano Veloso em um estilo de canção de arte bastante diferente do mariachi folk-kitsch de sua apresentação original no cinema.
Outros filmes nos quais a música é usada incluem Le Magnifique, The Last Sunset, Happy Together, My Son, My Son, What Have Ye Done, The Five-Year Engagement e Moonlight.
Desde seu primeiro lançamento em disco em 1956 em uma versão cantada por Harry Belafonte, a música foi gravada por vários outros cantores populares, incluindo Luis Miguel, Rocío Dúrcal, Perry Como, Miguel Aceves Mejía, Hibari Misora, Gaby Moreno, Nana Mouskouri, Julio Iglesias, Shirley Kwan, Lila Downs, Joan Baez (em seu álbum Gracias a la Vida), Rosemary Clooney, Natalia Lafourcade e The Del Rubio Triplets; o refrão também foi adotado por Franco Battiato em sua própria música "Cuccurucucù" (em La voce del padrone).
Em 2019, o tenor lírico Juan Diego Flórez cantou a música, acompanhando-se no violão na La Scala de Milão, em uma versão que aparece em um vídeo do YouTube que foi visto 17 milhões de vezes.